# Гратт-Пай
Гратт-Пай (фр. Gratte-Paille) — французский мягкий белый сыр из коровьего молока с белой пенициллиновой корочкой.

## История
Рецепт этого сыра был разработан в 1970-х годах на маслозаводе региона Сена и Марна. Наименование сыра было образовано из двух слов Gratte — царапина и Paille — солома.

## Изготовление
Сыр производится артельным способом в течение всего года в регионе Сена и Марна. Для изготовления сыра используется обогащённое сливками коровье молоко. Выдерживается в течение периода около трёх—четырёх недель, во время созревания головки сыра размещают на соломенных циновках.

## Описание
Головки сыра имеют форму бруска длиной 8—10 сантиметров, шириной 6—7 сантиметров, высотой 6—7,5 сантиметра и весом от 300 до 350 грамм. Головка покрыта тонкой коркой с налётом натуральной белой плесени, на корке также присутствует рисунок соломенной циновки, на которой шло созревание сыра. Под коркой находится плотная маслянистая мякоть высокой жирности — порядка 70 %.
Сыр обладает насыщенным мягким молочным вкусом, иногда во вкусе и аромате этого сыра присутствуют нотки лесных грибов. Употребляется как в составе блюд из курицы и овощей, так и в качестве самостоятельного блюда. Хорошо сочетается со свежей клубникой, шампанским и красными винами, в частности винами Бордо.